# Badagno
Badagno o Badagn (in croato Badanj), chiamato anche scoglio Signevaz, segnato come scoglio nelle vecchie mappe è ormai diventato un promontorio collegato all'isola di Meleda e si trova sulla sua costa settentrionale. Appartiene al comune della città di Meleda, nella regione raguseo-narentana, in Croazia.
Badagno, che misura circa 140 m per 70, delimita a sud-est l'insenatura di Porto Mezzo Meleda, Mezza Meleda o porto di Suvra (Luka Sobra), mentre punta Deserta, chiamata anche Sovra o Pusta (rt pusta) chiude l'insenatura a nord. A Badagno arrivano i traghetti provenienti dalla penisola di Sabbioncello.

### Cartografia
- (HR) Mappa topografica della Croazia 1:25000, su preglednik.arkod.hr. URL consultato il 6 marzo 2017.
- G. Giani, Carta prospettiva delle Comuni censuarie della Dalmazia, foglio 12, 1839. Fondo Miscellanea cartografica catastale, Archivio di Stato di Trieste.
- Carta di cabottaggio del mare Adriatico, foglio XI, Milano, Istituto geografico militare, 1822-1824. URL consultato il 28 dicembre 2020 (archiviato dall'url originale il 13 aprile 2013).